# Vitis silvestrii
Vitis silvestrii är en vinväxtart som beskrevs av Pampan.. Vitis silvestrii ingår i släktet vinsläktet, och familjen vinväxter. Inga underarter finns listade i Catalogue of Life.